# Psammophis occidentalis
Espèce
Synonymes
- Psammophis sibilans occidentalis Werner, 1919
- Psammophis phillipsi occidentalis Werner, 1919

Psammophis occidentalis est une espèce de serpents de la famille des Lamprophiidae. 

## Répartition
Cette espèce se rencontre au Sénégal, en Gambie, en Guinée-Bissau, en Guinée, au Liberia, en Côte d'Ivoire, au Ghana, au Togo, au Bénin, au Nigeria, au Cameroun, au Gabon, en République du Congo et République centrafricaine du niveau de la mer à 1 200 m d'altitude.

## Publication originale
- Werner, 1919 : Wissenschaftliche Ergebnisse der mit Unterstützung der Kaiserlichen Akademie der Wissenschaften in Wien aus der Erbschaft Treitl von F. Werner unternommenen zoologischen Expedition nach dem Anglo-Aegyptischen Sudan (Kordofan) 1914. IV. Bearbeitung der Fische, Amphibien und Reptilien. Denkschriften der Kaiserlichen Akademie der Wissenschaften zu Wien, Mathematisch-Naturwissenschaftliche Classe, vol. 96, p. 437-509 (texte intégral).